# کریستوفر دال
کریستوفر دال (انگلیسی: Christopher Dahl; ۸ دسامبر ۱۸۹۸ – ۲۶ دسامبر ۱۹۶۶) قایقران قایق بادبانی اهل نروژ بود.